# Gudas
Gudas ist eine französische Gemeinde mit 197 Einwohnern (Stand 1. Januar 2022) im Département Ariège in der Region Okzitanien. Sie gehört zum Arrondissement Foix und ist Mitglied im Gemeindeverband L’Agglo Foix-Varilhes. Die Bewohner werden Gudassois und Gudassoises genannt.

## Geografie

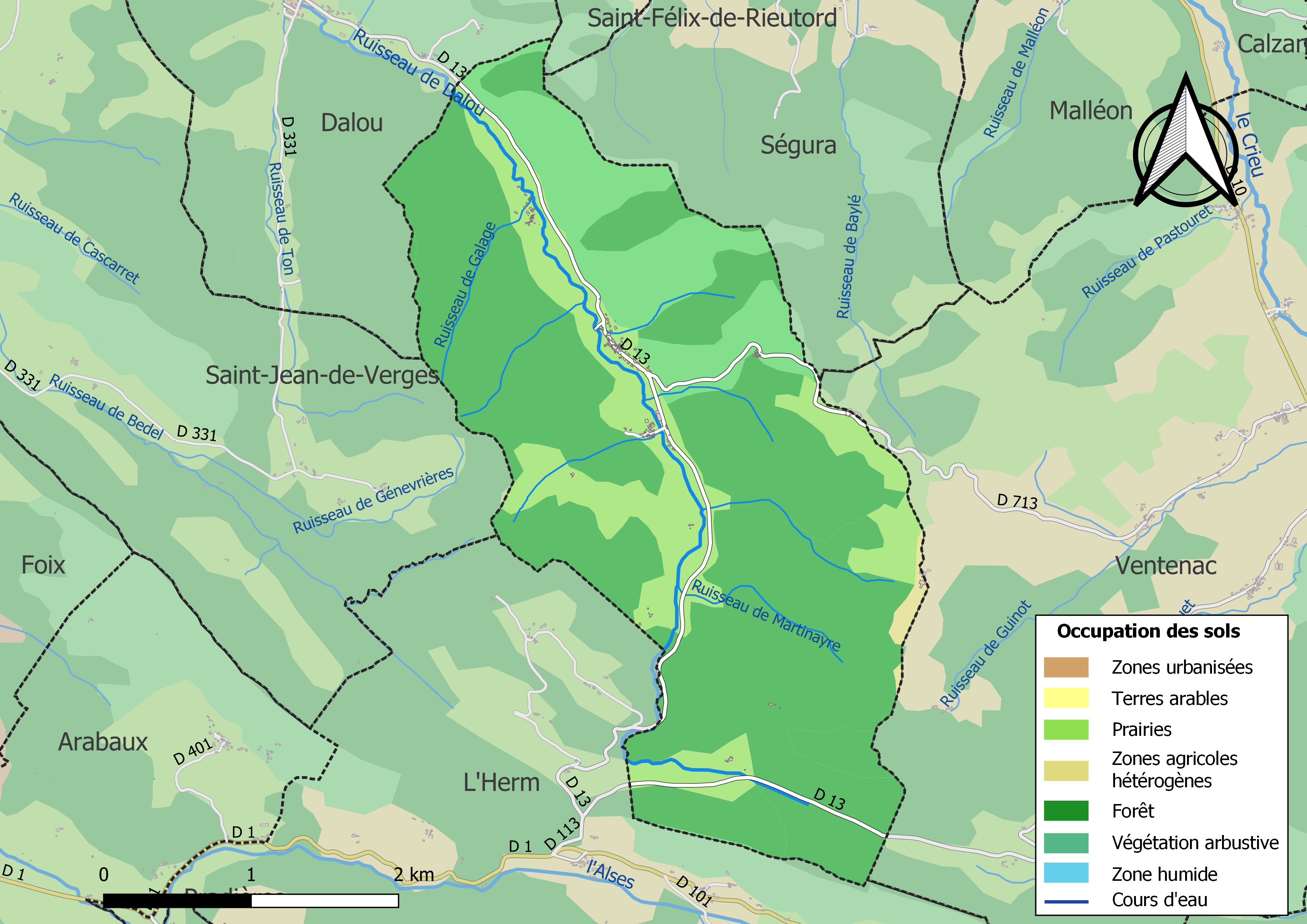
Bodennutzung, Hydrografie und Infrastruktur der Gemeinde

Die Gemeinde ist historisch und kulturell Teil des Pays de Foix und liegt etwa acht Kilometer nordöstlich von Foix sowie etwa 70 Kilometer südsüdöstlich von Toulouse nördlich des Plantaurel-Massivs. Gudas befindet sich im Einzugsgebiet der Garonne und wird vom Ruisseau de Dalou entwässert, der im Gemeindegebiet entspringt und es in nördlicher Richtung durchströmt, sowie vom Ruisseau de Galage, vom Ruisseau de Martinayre und von verschiedenen kleineren Bächen. Das Gemeindegebiet ist Teil von vier ZNIEFF-Naturgebieten. Über 80 % der Fläche der Gemeinde sind bewaldet oder naturbelassen, knapp 20 % sind von Grünland bedeckt.
Gudas grenzt im Nordwesten an Dalou, im Norden an Saint-Félix-de-Rieutord, im Nordosten an Ségura, im Osten an Ventenac, im Süden an L’Herm und im Südwesten an Saint-Jean-de-Verges.

## Bevölkerungsentwicklung
| Gudas: Einwohnerzahlen von 1793 bis 2021                                                                                   | Gudas: Einwohnerzahlen von 1793 bis 2021 | Gudas: Einwohnerzahlen von 1793 bis 2021 | Gudas: Einwohnerzahlen von 1793 bis 2021 | Gudas: Einwohnerzahlen von 1793 bis 2021 |
| --- | ---------------------------------------- | ---------------------------------------- | ---------------------------------------- | ---------------------------------------- |
| Jahr |                                          |                                          |                                          | Einwohner                                |
| 1793 | 1793                                     |                                          | 284                                      | 284                                      |
| 1800 | 1800                                     |                                          | 210                                      | 210                                      |
| 1806 | 1806                                     |                                          | 275                                      | 275                                      |
| 1821 | 1821                                     |                                          | 209                                      | 209                                      |
| 1831 | 1831                                     |                                          | 251                                      | 251                                      |
| 1836 | 1836                                     |                                          | 263                                      | 263                                      |
| 1841 | 1841                                     |                                          | 288                                      | 288                                      |
| 1846 | 1846                                     |                                          | 289                                      | 289                                      |
| 1851 | 1851                                     |                                          | 302                                      | 302                                      |
| 1856 | 1856                                     |                                          | 285                                      | 285                                      |
| 1861 | 1861                                     |                                          | 300                                      | 300                                      |
| 1866 | 1866                                     |                                          | 311                                      | 311                                      |
| 1872 | 1872                                     |                                          | 299                                      | 299                                      |
| 1876 | 1876                                     |                                          | 294                                      | 294                                      |
| 1881 | 1881                                     |                                          | 260                                      | 260                                      |
| 1886 | 1886                                     |                                          | 277                                      | 277                                      |
| 1891 | 1891                                     |                                          | 231                                      | 231                                      |
| 1896 | 1896                                     |                                          | 240                                      | 240                                      |
| 1901 | 1901                                     |                                          | 244                                      | 244                                      |
| 1906 | 1906                                     |                                          | 243                                      | 243                                      |
| 1911 | 1911                                     |                                          | 229                                      | 229                                      |
| 1921 | 1921                                     |                                          | 169                                      | 169                                      |
| 1926 | 1926                                     |                                          | 158                                      | 158                                      |
| 1931 | 1931                                     |                                          | 150                                      | 150                                      |
| 1936 | 1936                                     |                                          | 133                                      | 133                                      |
| 1946 | 1946                                     |                                          | 118                                      | 118                                      |
| 1954 | 1954                                     |                                          | 135                                      | 135                                      |
| 1962 | 1962                                     |                                          | 112                                      | 112                                      |
| 1968 | 1968                                     |                                          | 87                                       | 87                                       |
| 1975 | 1975                                     |                                          | 75                                       | 75                                       |
| 1982 | 1982                                     |                                          | 73                                       | 73                                       |
| 1990 | 1990                                     |                                          | 86                                       | 86                                       |
| 1999 | 1999                                     |                                          | 107                                      | 107                                      |
| 2006 | 2006                                     |                                          | 131                                      | 131                                      |
| 2013 | 2013                                     |                                          | 162                                      | 162                                      |
| 2021 | 2021                                     |                                          | 200                                      | 200                                      |
| Quelle(n): EHESS/Cassini bis 1999, INSEE ab 2006 Anmerkung(en): Ab 1962 offizielle Zahlen ohne Einwohner mit Zweitwohnsitz |                                          |                                          |                                          |                                          |

## Sehenswürdigkeiten
- Kirche Saint-Pierre-aux-Liens